# Upplands runinskrifter 1113
Runinskrift U 1113 är ristad på en runsten som står vid en kurva och på norra sidan om vägen som går mellan Björklinge och Häggeby i Skuttunge socken, Uppsala kommun och Bälinge härad i Uppland.

## Stenen

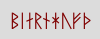
Björnhövde

Stenen har tidigare använts som grindstolpe och stått vid vägskälet Skuttunge-Harbo-Björklinge.
Förutom den slingrande ornamentiken är endast namnet Björnhövde bevarat, vilket också återfinns på den närbelägna runstenen U 1045 där far och son med samma namn står omnämnda. Det är därför sannolikt att även U 1113 hänvisar till antingen fadern eller sonen från U 1045.

## Inskriften
Runor: ᛒᛁᛅᚱᚾᚼᚢᚠᚦᛁ 

Runsvenska: Biarnhofði

Nusvenska: Björnhövde